# Paul Hirsch

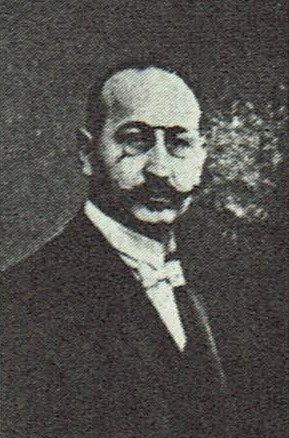
Paul Hirsch

Paul Hirsch (17 de Novembro de 1868 - 1 de Agosto de 1940) foi um político alemão e membro do Partido Social Democrata, foi também o primeiro-ministro da Prússia de 1918 até 1920.
Hirsch nasceu em Prenzlau e morreu em Berlim.